# Университет Хофстра
Университет Хофстра (англ. Hofstra University) — американский частный университет в Хемпстеде, штат Нью-Йорк.
Является крупнейшим частным университетом Лонг-Айленда.

## История
Первоначально колледж, созданный как продолжение Нью-Йоркского университета, был основан в поместье богатой пары — лесопромышленника голландского происхождения Уильяма Хофстры и его второй жены Кейт Мейсон. Эту идею предложил житель Хемпстеда Трусдел Калкинс (Truesdel Peck Calkins), который был директором школ в Хемпстеде. В своем завещании Кейт Мейсон предоставила бо́льшую часть своего имущества и поместья для использования в благотворительных, научных или гуманитарных целях и назвала их в честь своего мужа. Весной 1934 года фонд Georgia Warm Springs Foundation предложил превратить поместье в санаторий для больных полиомиелитом, специально предложив это президенту США Франклину Рузвельту, но попытка оказалась неудачной. Обсудив дальнейшие планы колледжа с двумя своими друзьями — Говардом Брауэрм и Джеймсом Барнардом, Трусдел Калкинс предложил открыть высшее учебное заведение, что было бы весьма уместным использованием поместья. С этим предложением Калкинс обратился к администрации Нью-Йоркского университета, которая поддержала её.
Колледж, названный Колледж Нассау — Мемориал Хофстры Нью-Йоркского университета в Хемпстеде, Лонг-Айленд (Nassau College — Hofstra Memorial of New York University at Hempstead, Long Island), был основан как пригородное учебное заведение с дневными и вечерними занятиями. Первый день занятий состоялся 23 сентября 1935 года, в колледже училось 150 студентов, мужчин и женщин. Учебное учреждение получило временный уставной статус; 16 января 1937 года его официальное название было изменено на Колледж Хофстра (Hofstra College), но он всё ещё являлся относящимся к Нью-Йоркскому университету. 1 июля 1939 года колледж Хофстра отделился от университета и получил собственный устав 16 февраля 1940 года.
22 ноября 1940 года Ассоциация колледжей и школ Средних штатов (Middle States Association of Colleges and Schools) приняла колледж в свои члены. В начале 1941 года колледж также стал членом Американской ассоциации колледжей (American Association of Colleges). С одобрения Попечительского совета Университета штата Нью-Йорк 1 марта 1963 года колледж Хофстра стал первым частным университетом Лонг-Айленда. Когда в 1963 году была закрыта военно-воздушная база Митчел, то Университет Хофстра запросил часть территории для использования в образовательных целях и получил 110 акров (0,45 км²) земли. В том же году был основан университетский музей Хофстра.

## Деятельность
Университет Хофстра предлагает 160 программ бакалавриата и 170 программ магистратуры. Он занял 160-е место среди национальных университетов по версии US News & World Report за 2020 год.
Университет включает следующие академические подразделения:
- Hofstra College of Liberal Arts & Sciences, also known as Hofstra College, or Hofstra College of Arts & Sciences
- Peter S. Kalikow School of Government, Public Policy, and International Affairs
- School of Education
- School of Humanities, Fine and Performing Arts
- School of Natural Sciences and Mathematics
- Frank G. Zarb School of Business
- Honors College
- The Lawrence Herbert School of Communication
- School of Health Professions and Human Services
- Fred DeMatteis School of Engineering and Applied Science
- Maurice A. Deane School of Law
- Donald and Barbara Zucker School of Medicine at Hofstra/Northwell
- Hofstra Northwell School of Graduate Nursing and Physician Assistant Studies

Его президентами были:
- 1937—1942 − Truesdel Peck Calkins
- 1942—1944 − Howard S. Brower
- 1944—1964 − John Cranford Adams
- 1964—1972 − Clifford Lee Lord
- 1972—1973 − James H. Marshall
- 1973—1976 − Robert L. Payton
- 1976—2001 − James M. Shuart
- 2001—2021 − Stuart Rabinowitz

С 1 августа 2021 года президентом Университета Хофстра является Сьюзан Позер.
В числе многих выпускников университета: выпускники университета Хофстра.